# Composició (gramàtica)
La composició és el procediment de formació de noves paraules a partir d'ajuntar dos o més lexemes (mots preexistents), amb derivació prèvia o posterior dels seus components o sense. El significat del nou mot pot ser la suma dels anteriors o adquirir un matís diferenciador. La tendència a formar paraules compostes és més acusada si es tracta d'una llengua aglutinant i per contra hi ha idiomes que no permeten aquest procés lèxic o el limiten força.
Segons la gramàtica, l'addició d'un antic mot grec o llatí com a component es pot considerar un cas de composició, derivació o parasíntesi: si s'atén a l'origen és evident que es tracta d'una paraula que surt de dues paraules prèvies, però en les llengües derivades aquests components acostumen a actuar com a afixos, d'aquí la discrepància en la seva classificació. Un exemple d'aquesta classe de mots seria "telèfon". En el cas dels estudiosos que els consideren compostos, diferencien aleshores entre compostos homogenis si els dos formants venen o bé del llatí o bé del grec i heterogenis quan s'ajunten paraules de les dues llengües.
Un cas especial és la contracció o el portmanteuau, on els elements del compost es fusionen i no simplement s'ajunten, com l'anglès brunch. Aquests casos no es consideren estrictament una composició, encara que provinguin de dos mots independents que en formen un de nou.

## Tipus de mots compostos
Els mots compostos es poden classificar segons diversos criteris

### Classificació semàntica
La classificació semàntica atén a l'element que determina el significat final de la paraula composta.
Als compostos endocèntrics, hi ha una paraula o lexema que actua com a nucli de sentit, i la resta de components funciona com a complement gramatical i lèxic d'aquest nucli. En serien exemples el castellà camposanto o l'anglès doghouse, on hi ha una paraula que modifica l'altra, especificant-ne un tipus. L'idioma pot fixar o no l'ordre del nucli (en anglès tendeix a anar a la dreta i, per tant, el darrer component actua com a nucli).
Els compostos exocèntrics no tenen un significat que predomini sobre l'altre, si bé hi ha una relació entre ambdós, com en el cas de paraigua, on hi ha una frase comprimida en un sol mot ("que serveix per parar l'aigua") sense que cap dels mots predomini.
Els compostos dvanda o copulatius són els mots que es formen per l'estrica suma de paraules anteriors, on el sentit s'afegeix, com per exemple en agredolç o l'italià cassapanca.
Per acabar, els compostos aposicionals ajunten dos mots que tenen sentits oposats o diferents però que creen una nova entitat, un exemple seria "institut escola".
En les llengües que afavoreixen els compostos, se sol dividir també pel nombre de formants, essent els més comuns els de dos formants. No hi ha límit teòric a la quantitat de mots que poden formar una única paraula, per exemple les paraules allioli i qui-sap-lo tenen tres components, i la castellana correveidile té fins a quatre components i una conjunció d'unió.

### Classificació morfològica
Es pot tenir en compte la categoria gramatical dels components del compost per a la seva classificicació, per exemple benparlat està format per un adverbi i un adjectiu, mentre que l'anglès whiteboard parteix d'un adjectiu i un nom. Es poden combinar paraules de classes variables i invariables i és cada idioma el que fixa l'ordre dels elements.
Igualment, depèn de les regles d'aquella llengua com es comporta morfològicament el nou mot, per exemple en el cas de la flexió, o la categoria final (quina categoria adopta el mot quan prové de dues diferents). Existeixen compostos on es conjuga o declina un dels components, on canvien tots o bé on no es flexiona cap d'ells.

### Classificació sintàctica
Els compostos poden dividir-se segons la relació sintàctica que mantenen els seus elements, és a dir, les funcions que establirien si fossin paraules independents en una oració. Sovint aquest criteri és proper al semàntic, ja que l'estructura argumental de cada element determina alhora la funció sintàctica i el paper temàtic o significat que prenen els diferents components.
Els compostos poden mantenir una relació de coordinació, on els dos elements s'ajunten directament o amb un element de suport però juguen el mateix paper dins el sintagma, com en el cas d'"allioli" o de "pica-pica", on es repeteix el mot per formar el compost (molt freqüent en l'onomatopeia).
També poden mantenir una relació de complementació o subordinació, on un element se subordina a l'altre i pot agafar el rol de diferents complements oracionals, per exemple en el francès vinaigre l'adjectiu fa de complement del nom del substantiu, o en parallamps, on el segon element fa de complement directe del primer.
El darrer tipus són els mots compostos sintagmàtics, on les dues paraules mantenen el caràcter independent però actuen de forma conjunta, en una expressió fossilitzada o lexicalitzada, com ara ull de bou. Aquestes expressions estan a mig camí entre la composició i la locució i solen aparèixer com un lema o entrada única al diccionari. Un cas especial serien els verbs compostos.

### Classificació ortogràfica
En determinades llengües, es marca de diferent manera la unió dels components segons la relació que mantinguin. Així, una paraula pot anar unida amb tots els components junts (serien els compostos purs), com a l'alemany hochhaus. També es poden marcar amb un guionet, com en el cas de nord-est o despús-ahir, o amb un apòstrof quan cau una part del mot previ, com el francès quelqu'un. Es pot afegir un nexe que marqui la unió, com la conjunció en blanquiblau o la preposició en abans-d'ahir, sense que els diferents procediments siguin excloents. Fins i tot poden mantenir-se separats, com en el cas ja esmentat dels compostos sintagmàtics.